# Разов, Сергей Сергеевич
Серге́й Серге́евич Ра́зов (род. 28 января 1953, Сочи) — советский и российский дипломат. Чрезвычайный и полномочный посол (1992). Заслуженный работник дипломатической службы Российской Федерации (2013).

## Биография
В 1975 году окончил Московский государственный институт международных отношений МИД СССР. Владеет английским, китайским и польским языками.
Занимал различные должности в Торговом представительстве СССР в КНР, Международном отделе ЦК КПСС, центральном аппарате и заграничных представительствах МИД.
- В 1990—1992 годах — начальник Управления стран Дальнего Востока и Индокитая МИД СССР.
- В 1992—1996 годах — чрезвычайный и полномочный посол Российской Федерации в Монголии[1][2].
- В 1996—1999 годах — директор Третьего департамента стран СНГ МИД России.
- С 13 апреля 1999 по 23 февраля 2002 годах — чрезвычайный и полномочный посол Российской Федерации в Республике Польша[3][4].
- В 2002—2005 годах — заместитель министра иностранных дел России[5][6][7].
- С 10 июня 2005 по 21 апреля 2013 года — чрезвычайный и полномочный посол Российской Федерации в Китайской Народной Республике[8][9].
- С 6 мая 2013 по 4 апреля 2023 года — чрезвычайный и полномочный посол Российской Федерации в Итальянской Республике и в Республике Сан‑Марино по совместительству[10][11][12].

Кандидат экономических наук. Автор ряда научных трудов и публикаций.

## Семья
Женат, имеет сына и дочь.

## Дипломатический ранг
- Чрезвычайный и полномочный посол (24 января 1992)[14]

## Награды
- Орден Дружбы (21 июня 1996) — за заслуги перед государством, большой вклад в проведение внешнеполитического курса и обеспечение национальных интересов России, мужество и самоотверженность, проявленные при исполнении служебного долга[15]
- Почётная грамота правительства Российской Федерации (18 сентября 2002) — за большой личный вклад в реализацию внешнеполитического курса государства и в связи с 200-летием МИДа России[16]
- Орден Почёта (6 февраля 2007) — за достигнутые трудовые успехи и многолетнюю плодотворную деятельность в системе Министерства иностранных дел Российской Федерации[17]
- Медаль «За заслуги в увековечении памяти погибших защитников Отечества» (Минобороны России, 2008 год) — за большой личный вклад в увековечение памяти погибших защитников Отечества, установление имен погибших и судеб пропавших без вести военнослужащих, проявленные при этом высокие моральные и деловые качества, усердие и разумную инициативу, оказание содействия в решении задач по увековечению памяти погибших защитников Отечества[18]
- Благодарность президента Российской Федерации (25 августа 2008) —за большой вклад в подготовку и проведение Года России в Китае и Года Китая в России[19]
- «Заслуженный работник дипломатической службы Российской Федерации» (22 февраля 2013) — за большой вклад в реализацию внешнеполитического курса Российской Федерации и многолетнюю добросовестную работу[20]
- Орден Александра Невского (9 апреля 2018) — за большой вклад в реализацию внешнеполитического курса Российской Федерации и многолетнюю безупречную государственную службу[21].
- Почётная грамота президента Российской Федерации (22 декабря 2020) — за большой вклад в реализацию внешнеполитического курса Российской Федерации[22].
- Орден «За заслуги перед Отечеством» IV степени (9 июня 2023) — за большой вклад в реализацию внешнеполитического курса Российской Федерации и многолетнюю добросовестную дипломатическую службу[23]